# Daewoo Motors
Die Daewoo Motor Company war ein südkoreanischer Automobilhersteller. Als Folge der Asienkrise erfolgte 2002 die Auflösung des Unternehmens.

## Geschichte
Mitte der 1970er Jahre beteiligte sich ein Joint Venture von Shinjin Motors und General Motors an der Firma mit ursprünglichem Namen Saehan Motor. Im Jahr 1983 übernahm die Daewoo Group die Aktienmehrheit und änderte den Namen in Daewoo Motors.
Im Jahre 2002 geriet Daewoo durch die Asienkrise in finanzielle Schwierigkeiten. Die Automobilsparte wurde aufgeteilt und in einzelne Gesellschaften ausgegründet. Die PKW-Sparte wurde von einem Konsortium um General Motors übernommen und erhielt den Namen GM Daewoo Auto and Technology. GMs Anteil von 42,1 % wurde durch dessen australische Tochtergesellschaft GM Holden gehalten, Suzuki, an dem GM damals noch beteiligt war, übernahm 6,8 % der Anteile, und Shanghai Automotive Industry Corporation (SAIC) 6,0 %. Im Juli 2005 wurde General Motors mit knapp über 50 % Mehrheitsaktionär. Die Beteiligung wurde laufend aufgestockt, zuletzt durch eine Kapitalerhöhung per 28. Oktober 2009.
Die Nutzfahrzeugsparte wurde als Tata Daewoo Commercial Vehicle ausgegründet und später durch Tata Motors übernommen.
Die Omnibussparte wurde als Daewoo Bus ausgegründet, seit 2003 ist diese ein Tochterunternehmen der koreanischen Young An Hat Company.

### Daewoo in Europa
1994 startete ein Joint-Venture mit Automobile Craiova unter dem Namen Daewoo Automobile. Im September 2006 übernahm die rumänische Regierung die Anteile von Daewoo für 60 Millionen USD.
1996 wurde mit FSO das Joint Venture Daewoo Motor Polska gegründet.
Der Markenname der Daewoo Automobile Deutschland GmbH wurde im Februar 2005 auf Chevrolet umgestellt.